# 1067
1067 (MLXVII) fue un año común comenzado en lunes del calendario juliano.

## Fallecimientos
- 7 de noviembre - Sancha de León, reina consorte de León. Hija de Alfonso V de León y esposa de Fernando I de León.
- 25 de enero, Yingzong, quinto emperador de la Dinastía Song de China.
- Constantino X Ducas, emperador del Imperio bizantino.